# Fontana di Trevi
La Fontana di Trevi és una font del districte de Trevi de Roma, a Itàlia, dissenyada per l'arquitecte italià Nicola Salvi i completada per Giuseppe Pannini el segle xviii. De 26,3 metres d'alçada i 49,15 d'amplada, amb l'escultura del déu Oceà al centre, és la font barroca més gran de la ciutat i una de les més famoses del món. Ha aparegut en diverses pel·lícules importants, com La Dolce Vita de Federico Fellini, Three Coins in the Fountain, The Lizzie McGuire Movie, Sabrina Goes to Rome o Vacances a Roma.